# Montecerboli
Montecerboli est un hameau de la ville italienne de Pomarance, dans la province de Pise, en Toscane. 
Siège d'un centre habité déjà au début du Moyen Âge, un château y fut édifié, attesté en l'an 1003, dont on peut voir aujourd'hui les vestiges des murs et un portail d'accès. Toute la zone environnante est caractérisée par la présence d'un phénomène volcanique connu sous le nom de fumées boracifères, consistant en l'émission depuis le sous-sol de gaz et de vapeurs à partir desquels il est possible d'extraire de l'ammoniac et des substances à base de bore, ainsi que d'exploiter leur énergie géothermique.
En 1818, l'ingénieur et entrepreneur François de Larderel installe la première usine d'extraction d'acide borique à Montecerboli, suivie d'autres concentrées dans le hameau voisin connu aujourd'hui sous le nom de Larderello. Pour cette activité et pour les bénéfices qui en découlent pour la communauté locale, le Grand-Duc Léopold II de Toscane nomme Larderel comte de Montecerboli .